# Kalce-Naklo
Kalce-Naklo je naselje u Općini Krško u istočnoj Sloveniji. Kalce-Naklo se nalazi u pokrajini Dolenjskoj i statističkoj regiji Donjoposavskoj. 

## Stanovništvo
Prema popisu stanovništva iz 2002. godine Kalce-Naklo je imalo 157 stanovnika.

## Vanjske poveznice
- Satelitska snimka naselja  Arhivirana inačica izvorne stranice od 29. srpnja 2017. (Wayback Machine)